# Sân vận động Linité
Sân vận động Linité (tiếng Pháp: Stade Linité) (tên chính thức) là một sân vận động đa năng ở Victoria, Seychelles. Sân hiện đang được sử dụng chủ yếu cho các trận đấu bóng đá. Sân vận động có sức chứa 10.000 người và được xây dựng vào năm 1992. Sân vận động này cũng là nơi tổ chức hầu hết các trận đấu trên sân nhà của đội tuyển bóng đá quốc gia Seychelles. Vào tháng 2 năm 2007, sân vận động đã được lắp đặt mặt sân cỏ nhân tạo thế hệ thứ 3, mặt sân One Star, được thử nghiệm bởi chương trình phát triển "win in Africa with Africa" của FIFA.